# Синайский, Василий Иванович
Василий Иванович Синайский (25 июля 1876, Лаврово, Тамбовская губерния — 21 сентября 1949, Брюссель) — российский и латвийский юрист, историк и поэт.

## Биография
Родился в семье священника в селе Лаврово Тамбовской губернии (ныне — в Мордовском районе Тамбовской области), в 14 лет остался круглым сиротой. В 1897 году окончил Тамбовскую духовную семинарию, после чего начал изучать медицину в университете Монпелье. По материальным соображениям вернулся в Россию и в 1899 поступил на юридический факультет Юрьевского университета, который окончил в 1904 году.
В 1904—1910 годы преподавал римское право в Юрьеве; одновременно работал в адвокатуре. В 1910/1911 учебном году преподавал в Варшавском университете. В 1911—1922 годах преподавал гражданское право в Киевском университете, профессор.
В 1910-е годы за особые заслуги перед российской наукой В. И. Синайскому было присвоено личное дворянство.
Летом 1922 года с семьёй нелегально выехал в Польшу, затем в Латвию. В 1922—1944 годы — профессор Латвийского университета, заведовал кафедрой гражданского права. Участвовал в разработке гражданского кодекса Латвии (принят в 1937 году), состоял юрисконсультом Министерства финансов.
Участвовал в создании и был руководителем Академического общества общественных наук Латвийского университета (латыш. Latvijas universitātes Akadēmiskā Sabiedrisko Zinātņu biedrība); Общества по содействию развития общественных знаний «Aequitas» (латыш. Sabiedrīko zinātņu veicināšanas biedrība «Aequitas» с 1928 года; с 1939 — Общество Латвийского университета по содействию развития гражданского права «Aequitas», латыш. Latvijas universitātes civiltiesību zinatņu veicināšanas biedrība «Aequitas»; закрыто в 1941), издававшего журнал «Jurists» (Юрист). В 1928—1938 годы — главный редактор юридического журнала «Jurists»  (латыш.). Состоял также в «Русском юридическом обществе Латвии», возглавлял его в 1931 году.
С 21 декабря 1935 года — почётный филистр русской студенческой корпорации Fraternitas Arctica.
Летом 1944 года переехал в Прагу, в 1945 — в Брюссель. Похоронен на Лесном кладбище в Брюсселе.

### Семья
Жена — Ксения Алексеевна Гегелло (1888 — 13.2.1983, Брюссель).
Дочь — Наталия Васильевна Синайская-Лапа (1914—2006) — магистр-юрист Латвийского университета, кандидат филологии и истории славянского Брюссельского университета.

## Научная деятельность
Специалист по римскому и гражданскому праву; также занимался философией права.
С 1904 года преподавал (с 1907 — приват-доцент) и занимался научной работой на кафедре римского права Юрьевского университета под руководством профессора Е. В. Пассека. В декабре 1908 года защитил магистерскую диссертацию по древнеримскому праву. В 1913 году защитил докторскую диссертацию «Очерки из истории землевладения и права в Древнем Риме».
Научные работы публиковал в журналах «Tieslietu Ministrijas Vēstnesis» (Вестник министерства юстиции), «Jurists» (Юрист), «Daugava» (Даугава). Вёл отдел римского права в энциклопедическом издании «Latviešu konversācijas vārdnīca».

### Избранные труды
- Синайский В. И. Война и особенные завещания. — М.: тип. Г. Лисснера и Д. Собко, [1915]. — 24 с. — (Отд. отт. из журн. «Юрид. вестн.» — 1915. — Кн. 9 (1))[6]
- Синайский В. И. Договор предпринимательского союза (синдиката и треста). — М.: тип. т-ва И. Н. Кушнерев и К°, 1914. — 13 с. (Отт. из «Вестн. права». — 1914. — Вып. 3)[6]
- Синайский В. И. Жизнь и человек. — Riga : Gramatu apgadnieciba, 1938. — 168 с.[6]
  -  — 2-е изд. — Рига : Ин-т философии и социологии, 1992. — 132 с.[6]
- Синайский В. И. История источников римского права. — Варшава : тип. Варш. учеб. окр., 1911. — 8+207 с.[6]
- Культура и право. — Рига, 1939.
- Синайский В. И. Лекции по русскому гражданскому процессу (Чит. в 1915/16 г. в Киев. коммерч. ин-те). — Саратов : Электро-типо-лит. С. М. Панина, 1916. — 82 с.[6]
- Синайский В. И. Личное и имущественное положение замужней женщины в гражданском праве. (С прил. действующих рус. законов, сенат. практики и указ. рус. лит.). — Юрьев : тип. К. Маттисен, 1910. — 12+352 с. — (Отт. из «Учен. зап. Имп. Юрьев. ун-та». 1910, № 10-12; 1911, № 1)[6]
- Синайский В. И. Необходимо ли нам спешить с изданием гражданского уложения и можем ли мы создать его в настоящее время? — Варшава : тип. Варш. учеб. окр., 1911. — 30 с.[6]
- Синайский В. И. Основы гражданского права : В связи с частью III Свода узаконений, действующей в Латвии и Эстонии.[6]
  - Общая часть; Система личных прав; Авторское право. — Рига : АО Вальтерс и Рапа, 1924. — 8+303 с.
    - Вып. 1: Введение в науку гражданского права : Общая часть. Система личных прав в связи с учением о лице в праве. Авторское право : Прил.: наиболее важные новые гражданские законы. — Рига : Вальтерс и Рап, 1931. — 8+508 с.
- Синайский В. И. Очерки из истории землевладения и права в древнем Риме.[6]
  - [Очерк] 1 : Усадебный надел и общинное землевладение в представлениях писателей римской древности. — 1913—1915. — 18+210 с. (Отт. из «Учен. зап. Имп. Юрьев. ун-та». — 1908. — № 6-8; 1909. — № 1-2)
  - [Очерк 2: Современные теории происхождения двухюгерового надела в древнем Риме; Очерк 3: Душевой надел в древнем Риме; Очерк 4: Так называемая родовая организация древне-римской гражданской общины; Очерк 5: Наследование домочадцев (ipso jure) в связи с вопросом о семейной собственности]. — Киев : тип. Имп. Ун-та св. Владимира, АО о-ва печ. и изд. дела Н. Т. Корчак-Новицкого, 1913. — 12+349 с. (Отт. из «Унив. изв.» за 1913 г.)
  - Очерк 6: Древне-римская община в сравнении с казачьей общиной. — 1915. — 140+81 с. (Отт. из «Унив. изв.» — Киев, 1915)
- Синайский В. И. Подушный надел в древнем Риме. — Юрьев : тип. К. Маттисен, 1907. — 66 с.[6]
- Синайский В. И., Бергман Л., Язловский Б. Практическое пособие для усвоения гражданского права по таблицам [С прил. 5-ти табл. по крестьян. праву, сост. В. И. Бошко]. — Кіев : Голос, 1919. — 72 с.[6]
- Синайский В. И. Программа по русскому гражданскому праву. Общ. часть и Вещное право. — Киев : тип. Р. К. Лубковского, 1914. — 8 с.[6]
- Синайский В. И. Программа по русскому гражданскому праву. (Обязательств., семейн. и наследств. право). — Киев : тип. Р. К. Лубковского, 1914. — 9 с.[6]
- Синайский В. И. Программа по русскому гражданскому праву. (Сост. применит. к офиц. прогр. Испыт. комис. при Ун-те). — Киев : тип. Р. К. Лубковского, 1915. — 15 с.[6]
- Ромул и Иисус Христос. — Рига, 1926.
- Синайский В. И. Русское гражданское право. (Пособие к изуч. т. 10, ч. 1 и сенат. практики). — Киев : тип. А. М. Пономарева п. у. И. И. Врублевского, 1912. — 16+427 с.[6]
- Синайский В. И. Русское гражданское право.[6]
  - Вып. 1: Общая часть и вещное право — 1914. — 8+331 с.
    - Общая часть; Вещное право; Авторское право. — 1917. — 4+258 с.

  - Вып. 2 : Обязательственное, семейное и наследственное право. — 1915. — 12+451 с.
    -  — 2-е изд., испр. и доп. — Кіев : Прогресс 1918. — 4+300 с.
- Синайский В. И. Русское гражданское право / [МГУ им. М. В. Ломоносова. Каф. гражд. права юрид. фак.]. — М. : Статут, 2002. — 637 с. — (Классика российской цивилистики). — ISBN 5-8354-0105-1[6]
- Синайскій В. Справедливость, въ частности правовая (Латвійское Гражданское Уложеніе) // Законъ и судъ: Вестникъ русскаго юридическаго общества. — 1938. — № 2 (82). — Стб. 3881-3888, 3925-3932.
- Синайский В. Техника юридической методологии в связи с общим учением о методологии. — Повторное издание. — Рига, 2000. — ISBN 9984-19-133-8[6]
- Синайский В. Эвакуация в современном русском праве. — М.: тип. Г. Лисснера и Д. Собко, 1916. — 35 с. — (Отт. из журн. «Юрид. вестн.» — 1916. — Кн. 14 (2))[6]
- Синайский В. Юридическая загадка. (К вопр. о спецификации). — Киев : тип. Имп. Ун-та св. Владимира, 1914. — 2+11 с. — (Отт. из «Унив. изв.» — 1914)[6]
- Chronologie et historiographie de Rome. — Riga, 1925.
- 1929 — Prof. Dr. jur. V. Sinaiska Raksti
- 1930 — Folk-lore juridique
- 1930 — Abhandlungen zur Theorie und Geschichte des Zivilrechts
- 1935 — Civīltiesības
- 1936 — Problèmes du droit romain au point de vue du droit quiritaire
- 1936 — Quelques coutumes agraires chez les paysans lettons
- 1937 — Dzīve un cilvēks (переиздано на русском как «Жизнь и человек» в 1992 г.)
- 1938 — Latviešu senā sabiedriskā iekārta tautas dziesmu spogulī (Древнее общественное устроение у латышей в отражении народных песен — перевод Ю. Абызова)
- 1940 — Latvijas civiltiesību apskats (переиздано в 1995 и 1996 гг.)
- 1940 — Saistību tiesības

Год первого издания неизвестен
- Sērdieņu dainas (to juridiskā nozīme sadzīves iztulkojumam)

## Художник, историк, поэт
Увлекался живописью (акварель, карандаш) и иконописью. Занимался у С. М. Шор, в студии академика С. А. Виноградова и некоторое время учился у Андре Лота в Париже. Его пейзажные работы экспонировались на выставках в Риге (1930).
С 1932 года — председатель Общества ревнителей искусства и старины «Акрополь» (закрыто в 1938), организовывавшего художественные выставки и поддерживавшего художников стипендиями; финансировал деятельность общества.
- Синайский В. Псково-Печерский монастырь : Общий культурно-исторический очерк / Сост. В. Синайский ; Снимки с картин и рис. акад. Сергея Виноградова. — Рига : Б. и. 1929. — 62 с.[6]
  -  — [2-е изд., испр. и доп.]. — Псков : Отчий дом, 1998. — 128 с. — 110000 экз.

Сборник стихов В. И. Синайского, не предназнавшихся для широкой публики, издан в 1997 году.
- Синайский В. И. Стихи. — Рига: SIA JUMI, 1997.[1]

## Адреса в Риге
- улица Дзирнаву, дом 31, квартира 50[7].